# Lefebvrea grantii
Lefebvrea grantii là một loài thực vật có hoa trong họ Hoa tán. Loài này được (Kingston ex Oliv.) S.Droop mô tả khoa học đầu tiên năm 1983.